# 高橋是清翁記念公園
座標: 北緯35度40分23秒 東経139度43分46秒 / 北緯35.673104度 東経139.729437度

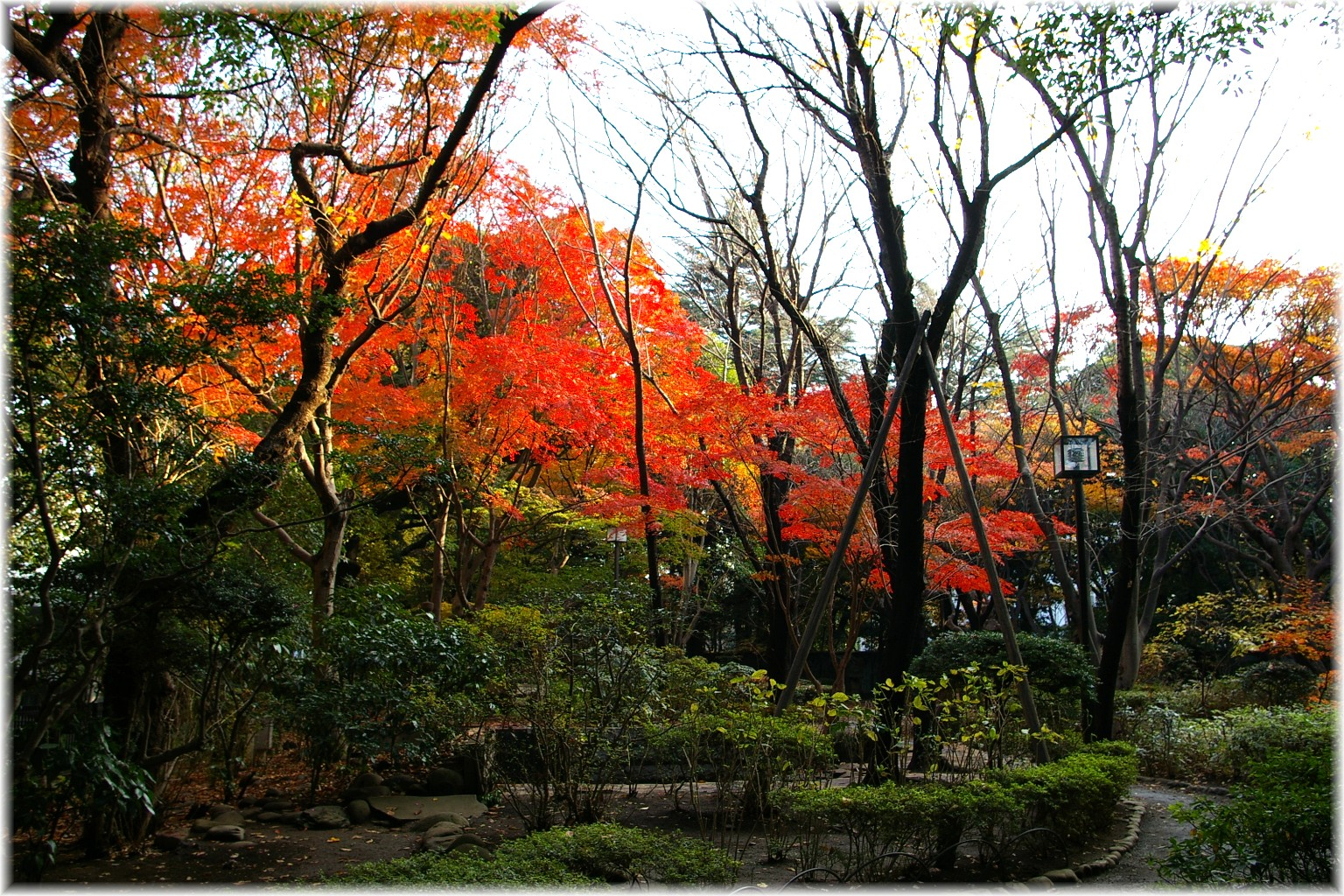
公園内にある日本庭園。晩秋には紅葉が美しい

高橋是清翁記念公園（たかはしこれきよおうきねんこうえん)は、東京都港区赤坂七丁目3番39号にある公園。

## 施設の概要
第20代日本国総理大臣・高橋是清の邸宅跡であり、昭和13年（1938年）に高橋是清記念事業会が東京市に寄与し、昭和16年（1941年）に記念公園として開園したものである。
1950年（昭和25年）、公園は港区に管理移行され、現在に至る。

## 旧・高橋是清邸
邸宅は移築され、都立小金井公園内の「江戸東京たてもの園」で公開されている。赤坂の旧高橋邸は赤坂御所と対面する青山通り沿いにあって敷地は約2,000坪、現在公園に隣接しているカナダ大使館も往時は高橋邸の一部であった。
- 面積：5,320.62平方メートル
- 施設：日本庭園、石橋、石人像、石灯篭

### 最初の赤坂区役所跡
かつて赤坂区（昭和22年に港区が成立する以前の区。現・港区の北部）の役所が置かれていた地に記念碑が立てられている。1974年（昭和49年）に設置された。

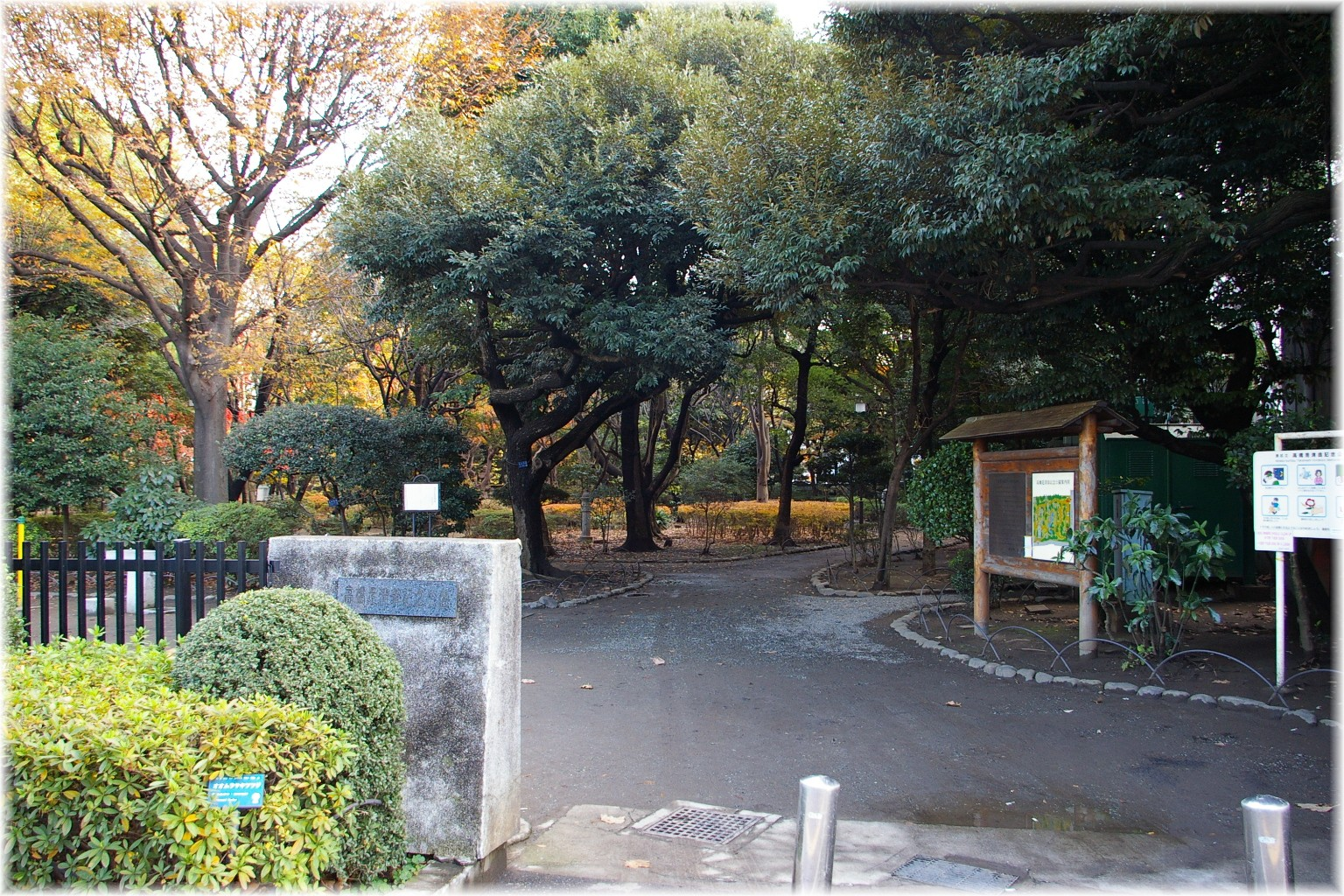
入口
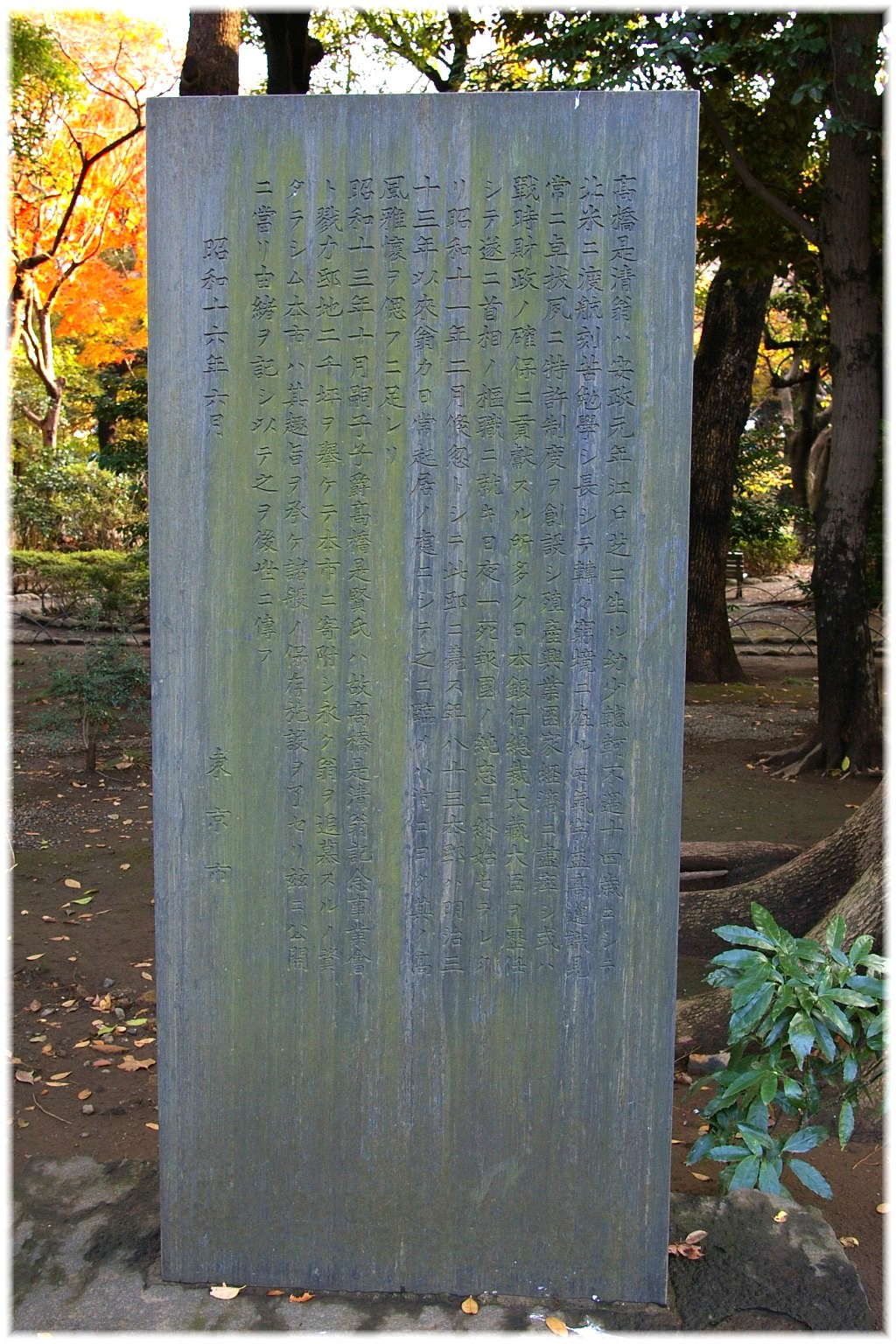
石碑
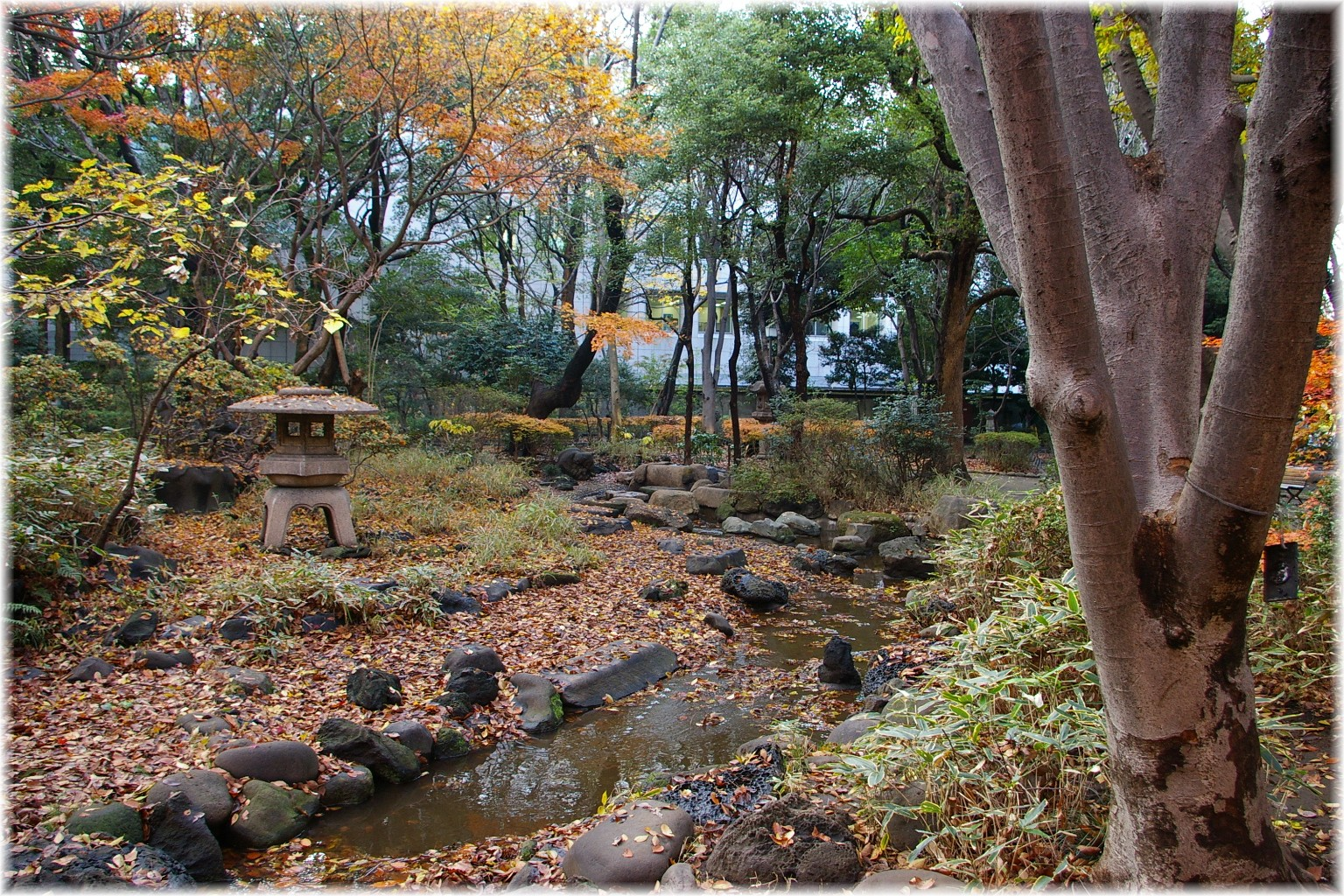
庭園